# Cixius hopponis
Cixius hopponis är en insektsart som beskrevs av Matsumura 1914. Cixius hopponis ingår i släktet Cixius och familjen kilstritar. Inga underarter finns listade i Catalogue of Life.